# Yersinia (Bacteria)
Yersinia je rod Gram-negativnih bakterija iz porodice Enterobacteriaceae, koje imaju oblik štapića. 
Neke vrste bakterija iz ovog roda patogene su za ljude, od kojih je najpoznatija Yersinia pestis uzročnik bubonske kuge. Prirodni rezervoar Yersinia su glodavci.
Rod je nazvan po bakteriologu Alexandre Yersinu koji je otkrio bakteriju Yersinia pestis.